# Parnita

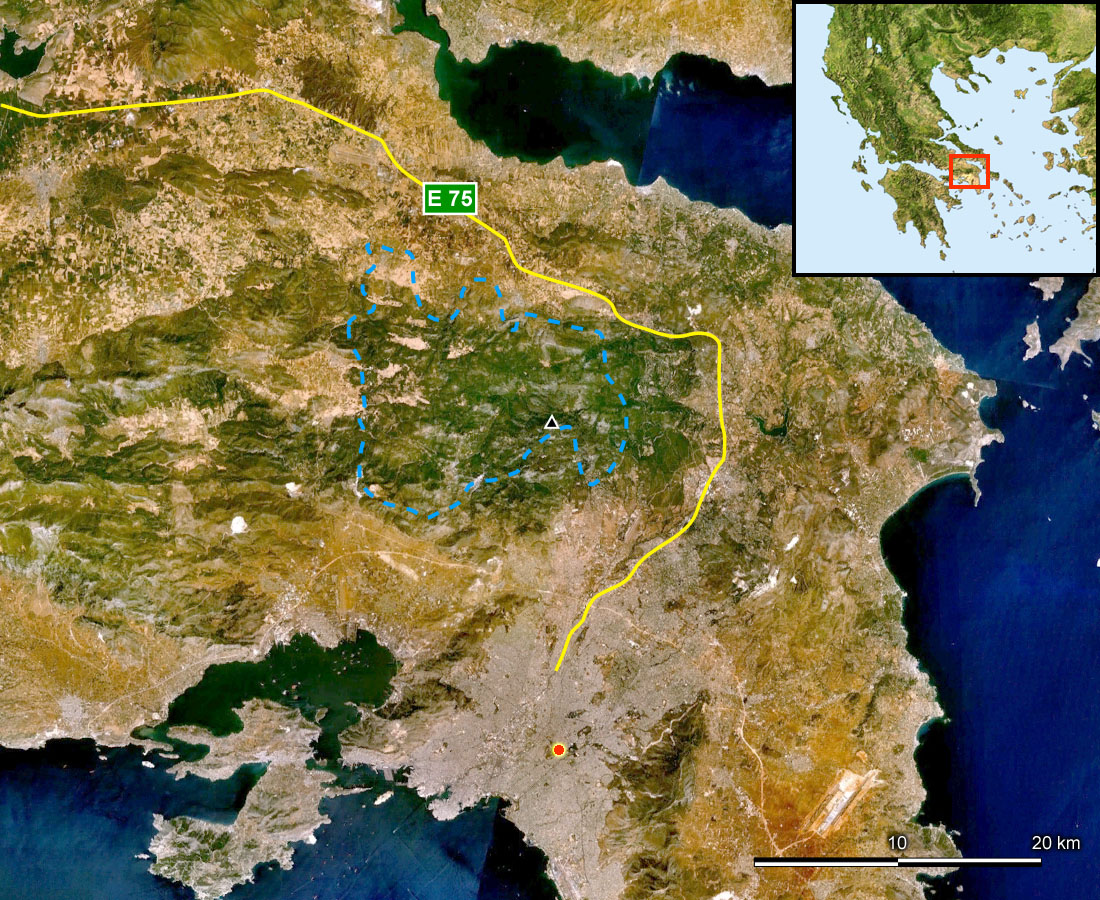
Mapa satelitarna Attyki z zaznaczonymi granicami Parku Narodowego Góry Parnita, poniżej widoczny jest zespół miejski Aten, z zaznaczonym położeniem Akropolu

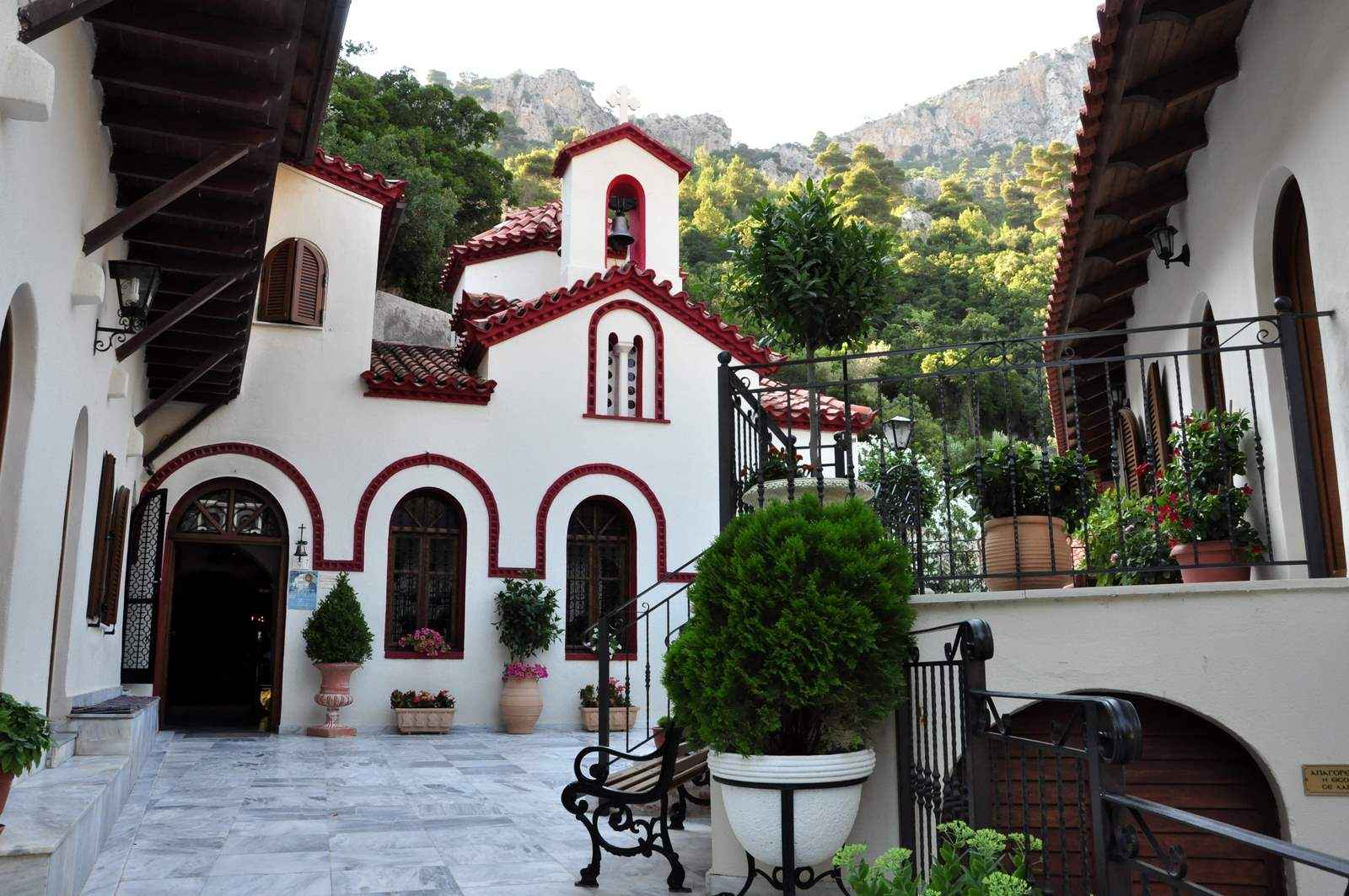
Monastyr Moni Kleiston, na południowych zboczach góry Parnita, widoczna tu kaplica cudownego obrazu Madonny z Dzieciątkiem, zbudowana została w 1204 r.

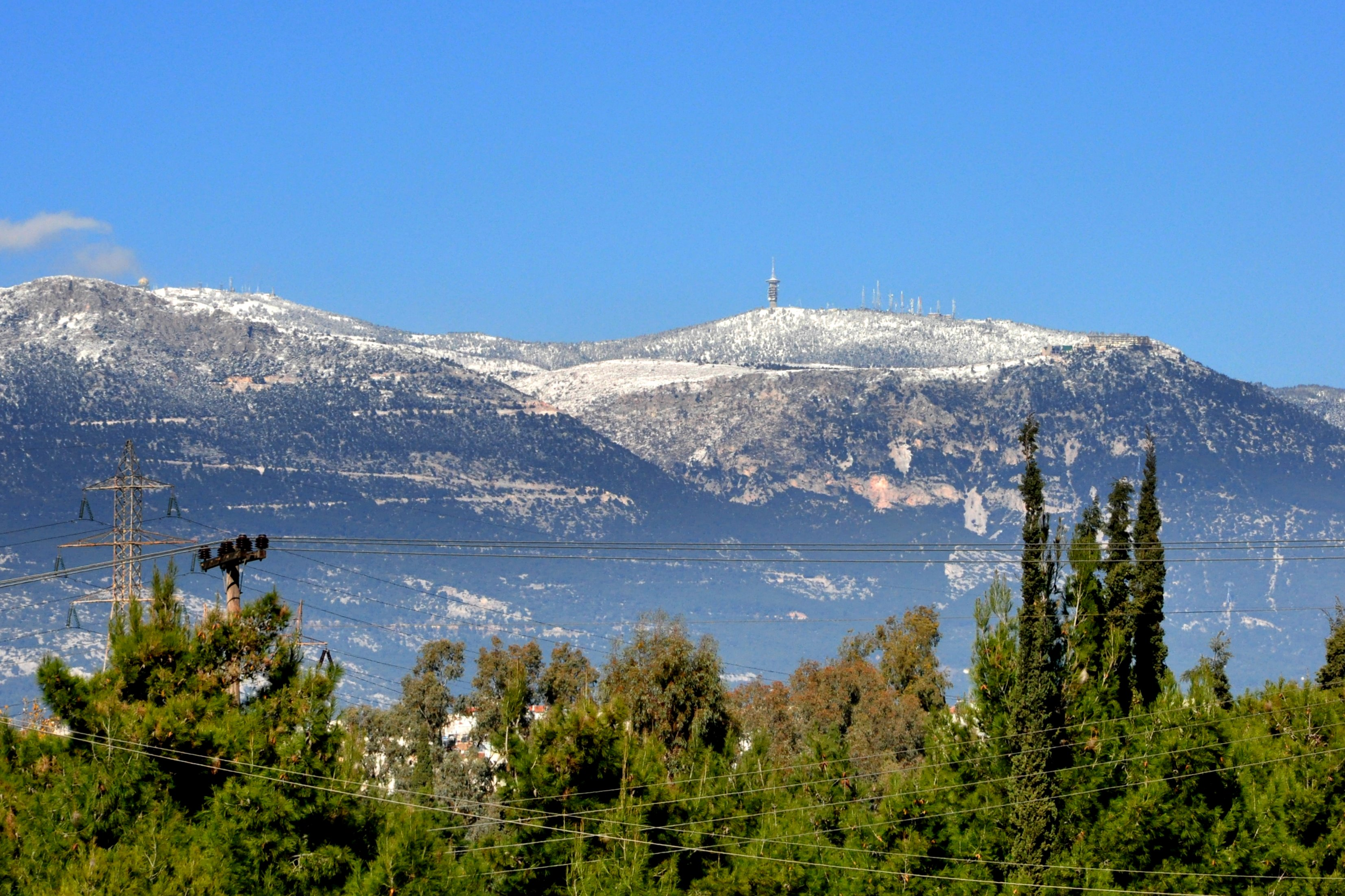
Parnita, lekko ośnieżona, widok z Nowej Filadelfii (dzielnicy Aten)

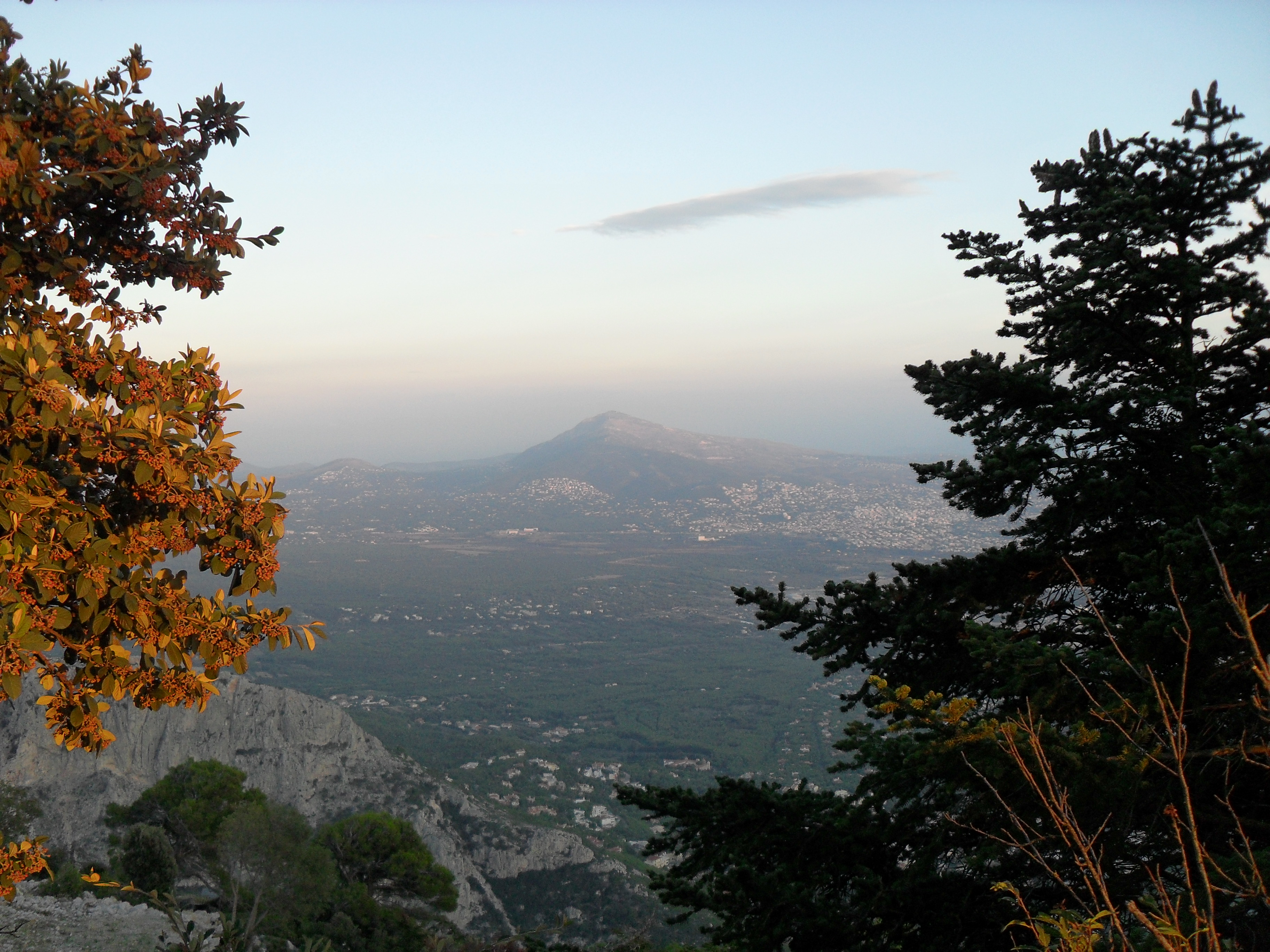
Widok z punktu Mont Parnes (spacer kolejką linową), w oddali góra Pendeli, w dole Trakomakiedones - przedmieście Aten.

Parnita (gr. Πάρνηθα) lub Parnis (stgr. Πάρνης) – porośnięty gęstym lasem masyw górski w Grecji, w Attyce, na północ od Aten, wznoszący się na 1413 m n.p.m. 
Większość masywu wydzielono jako Park Narodowy Góry Parnita – strefę ochronną bogatej flory i fauny, a wśród nich ostatnich w Europie stad jeleni szlachetnych, opisywanych przez Greków jeszcze w starożytności. Do niedawna całość masywu pokryta była około tysiącletnim lasem, sosnowym na obrzeżach, jodłowym i świerkowym w jądrze puszczy. Latem 2007 główną część tego lasu strawił ogromny pożar. Z pożogi ocalały lasy, na zboczach górskich od strony Aten, park i lasy królewskie w miejscowości Tatoi oraz ich przedłużenie w stronę luksusowego osiedla podmiejskiego Politia Hypokratous. Rozległy obszar pogorzeliska objęły prace zabezpieczające przed erozją oraz zalesienia sadzonkami. 
Na florę Parnity składa się 818 gatunków roślin, w tym wiele zagrożonych. Aktualnie zachodnie zbocza gór porośnięte są zwartym, sięgającym do najwyższego ze szczytów drzewostanem jodły greckiej i sosny alepskiej. Inne występujące tutaj gatunki to m.in. dąb ostrolistny, dąb omszony, jesion mannowy, jak również krzaki twardolistne. U podnóża, poniżej 300 m n.p.m., rozpościerają się pastwiska i grunty orne, a od strony wschodniej Ateny.
Asfaltowa droga z Aten serpentynami wiedzie do usytuowanego w wyższych partiach masywu hotelu i kasyna Mont Parnes, do schronisk Bafi i Flamburi oraz w pobliże położonych na samym szczycie Parnity wieży telewizyjnej i radaru wojskowego. Roztacza się stąd widok na całą prawie Attykę oraz otaczające ją z trzech stron morza i wyspy. Inna droga wiedzie do parku rodzinnej rekreacji oraz dawnych lasów królewskich w Tatoi, od 2007 także stanowiących część Parku Narodowego Góry Parnita, a dalej do Politii Hypokratous.
Na najbliższy ze szczytów, zwany Mont Parnes (czyli ten z kasynem, lecz nie najwyższy szczyt masywu Parnita) kursuje też kolej linowa, dużej przepustowości, ogólnodostępna i bezpłatna, podobnie jak parking, zlokalizowany przy dolnej platformie wagoników.
W publikacjach, nawet naukowych, Góra Parnita często bywa mylona z odległym o ok. 180 km od Aten masywem Parnasu (gr. Παρνασσός), także greckim parkiem narodowym. Ponieważ na południowym zboczu Parnity także leży sławna grota, w której czczony był bożek Pan, Ateńczycy sugerują, że to Parnita, a nie Parnas, w starożytności stanowiła siedlisko Muz.
Na południowych zboczach góry, za miejscowością Fili (gr. Φυλή), usytuowane są trzy zabytki architektury. Są to:
- zamek Fili – ateńska strażnica z IV wieku p.n.e[6]
- dobrze zachowany starożytny górski szlak handlowy (obecnie ścieżka archeologiczna Fili's)
- kaplica cudownego obrazu Matki Boskiej z Dzieciątkiem, wybudowana najpóźniej w 1204 przy klasztorze żeńskim Moni Kliston, za Fili.